# Tereza Rossi
Tereza Rossi (née Matuszková le 3 décembre 1982 à Ostrava) est une joueuse tchèque de volley-ball. Elle mesure 1,92 m et joue au poste d'attaquante. Elle est mariée ancien joueur italien de volley-ball Daniele Rossi.

## Clubs
| Club                 | De        | À         |
| -------------------- | --------- | --------- |
| NH Ostrava           | 2002-2003 | 2002-2003 |
| VBC Riom             | 2003-2004 | 2004-2005 |
| Stade français       | 2005-2006 | 2005-2006 |
| SSK Calisia Kalisz   | 2006-2007 | 2006-2007 |
| Roma Pallavolo       | 2007-2008 | 2007-2008 |
| FV Busto Arsizio     | 2008-2009 | 2008-2009 |
| Minerva Volley Pavia | 2009-2010 | 2009-2010 |
| Universal Modena     | 2010-2011 | 2010-2011 |
| GS Caltex Seoul      | 2011-2012 | 2011-2012 |
| Crema Volley         | oct 2012  | jan 2013  |
| Beşiktaş İstanbul    | jan 2013  | mai 2013  |
| Lokomotiv VK         | 2013-2014 | 2013-2014 |
| US ProVictoria       | 2014-2015 | 2014-2015 |
| VBC Casalmaggiore    | 2015-2016 | 2015-2016 |
| Neruda Volley        | jan 2017  | mai 2017  |
| VolAlto 2.0 Caserta  | jan 2019  | mai 2019  |

## Palmarès

### Équipe nationale
- Championnat d'Europe des moins de 20 ans
  - Vainqueur : 2000.

### Clubs
- Championnat de Pologne
  - Vainqueur : 2007.
- Coupe de Pologne
  - Vainqueur : 2007.
- Supercoupe d'Italie
  - Vainqueur : 2015.
- Ligue des champions
  - Vainqueur : 2016.